# Ołoj
Ołoj (ros. Олой) – rzeka w azjatyckiej części Rosji, w Czukockim Okręgu Autonomicznym; prawy i zarazem najdłuższy dopływ Omołonu. Długość 471 km, powierzchnia dorzecza 23 100 km².
Powstaje w Górach Kołymskich z połączenia rzek Lewy Ołoj i Prawy Ołoj; płynie w kierunku północno-zachodnim w szerokiej dolinie między grzbietami górskimi (pasma Uszurechen i Ołojskie).
Zasilanie śniegowo-deszczowe; zamarza od października do końca maja.